# Christian Schuldt
Christian Schuldt (* 7. Juli 1970 in Hamburg) ist ein deutscher Soziologe, Autor und Zukunftsforscher.

## Werdegang
Schuldt studierte Soziologie, Anglistik und Germanistik an der Universität Hamburg und der Newcastle University. Seine Magisterarbeit zum Thema „Metafiktion und Kunst als System“ betreute Dietrich Schwanitz.
Neben seinem Studium publizierte Schuldt zu kulturellen und gesellschaftlichen Themen für diverse Medien, darunter Die Tageszeitung, Die Woche, Literaturen und Der Spiegel. Anschließend war er als Journalist und leitender Redakteur in verschiedenen Verlagen tätig, unter anderem bei Axel Springer SE, Hubert Burda Media und Gruner + Jahr.
Von 2013 bis 2023 arbeitete Schuldt als Redaktionsleiter, Autor und Speaker für das Zukunftsinstitut. Die unter seiner Leitung entstandenen Studien umfassen unter anderem eine soziotechnische Analyse der Digitalisierung („Digitale Erleuchtung“ in Zusammenarbeit mit dem Soziologen Dirk Baecker) und den Grundriss einer progressiven Postwachstumsökonomie („Next Growth“, zusammen mit dem Nachhaltigkeitsforscher André Reichel).
Seit 2023 verantwortet Schuldt als Forschungsleiter die inhaltliche Ausrichtung des Thinktanks The Future:Project. Das gemeinsam mit Matthias Horx und weiteren Zukunftsforschenden gegründete Unternehmen vertritt eine transformative Form der Zukunftsforschung.
Schuldt hat mehrere Sachbücher zu soziokulturellen Themen veröffentlicht, die sich methodologisch an der Systemtheorie in der Prägung Niklas Luhmanns orientieren. Neben Untersuchungen der Liebessemantik im 21. Jahrhundert („Der Code des Herzens“, „Romantik 2.0“) und einer Einführung in die Systemtheorie im Kontext der Konnektivität („Systemtheorie: Theorie für die vernetzte Gesellschaft“) zählt dazu auch eine Analyse der Veränderungsdynamiken und Gestaltungspotenziale der Netzwerkgesellschaft („Ausweitung der Kontingenzzone: Beobachtungen der nächsten Gesellschaft“).

## Veröffentlichungen

### Bücher
- Ausweitung der Kontingenzzone: Beobachtungen der nächsten Gesellschaft. Europäische Verlagsanstalt, Hamburg 2021, ISBN 978-3-86393-124-7.
- Systemtheorie: Theorie für die vernetzte Gesellschaft. Europäische Verlagsanstalt, Hamburg 2017, ISBN 978-3-86393-080-6.
- Romantik 2.0. Vom Suchen und Finden der Liebe im Internet. Gütersloher Verlagshaus, Gütersloh 2013, ISBN 978-3-579-06656-1.
- Klatsch! Vom Geschwätz im Dorf zum Gezwitscher im Netz. Insel Verlag, Frankfurt am Main 2009, ISBN 978-3-458-17457-8.
- Selbstbeobachtung und die Evolution des Kunstsystems. Transcript Verlag, Bielefeld 2005, ISBN 3-89942-402-6.
- Der Code des Herzens: Liebe und Sex in den Zeiten maximaler Möglichkeiten. Eichborn Verlag. Frankfurt am Main 2004, ISBN 3-8218-5592-4.
- Systemtheorie. 3. Auflage. Europäische Verlagsanstalt, Hamburg 2003/2006/2012, ISBN 978-3-86393-035-6.

### Studien (Leitung, Co-Autor)
- Future:Dynamics. Wie Gegentrends die Welt verändern. The Future:Project, Frankfurt am Main 2025, ISBN 978-3-910992-26-9.
- Future:Guide Bildung. Zukunft gestalten lernen. The Future:Project, Frankfurt am Main 2025, ISBN 978-3-910992-20-7.
- Future:Guide Marketing. Neue Wege für Marken von morgen. The Future:Project, Frankfurt am Main 2024, ISBN 978-3-910992-17-7.
- Future:Transformation. Wandel erfolgreich gestalten. The Future:Project, Frankfurt am Main 2024, ISBN 978-3-910992-13-9.
- Die Omnikrise. Wie uns eine Krise, in der alles miteinander zusammenhängt, den Weg in die Zukunft zeigt. The Future:Project, Frankfurt am Main 2024, ISBN 978-3-910992-08-5.
- Future:System. Transformation beyond Megatrends. The Future:Project, Frankfurt am Main 2023, ISBN 978-3-910992-01-6.
- Die Klima-Regnose. Wie uns die Klimawende gelingen wird. Zukunftsinstitut, Frankfurt am Main 2022, ISBN 978-3-945647-96-7.
- Valuetainment. Die transformative Kraft der Unterhaltung. Zukunftsinstitut, Frankfurt am Main 2022, ISBN 978-3-945647-94-3.
- Deine Zukunft! 11 Leitsätze für einen neuen Optimismus. Zukunftsinstitut, Frankfurt am Main 2022, ISBN 978-3-945647-92-9.
- Mobility Report 2023. Zukunftsinstitut, Frankfurt am Main 2022, ISBN 978-3-945647-82-0.
- Zukunftskraft Resilienz. Gewappnet für die Zeit der Krisen. Zukunftsinstitut, Frankfurt am Main 2021, ISBN 978-3-945647-84-4.
- Transforming Brands. Was Marken in Zukunft stark macht! Zukunftsinstitut, Frankfurt am Main 2020, ISBN 978-3-945647-71-4.
- Wirtschaft nach Corona. The Next Generation of Business. Zukunftsinstitut, Frankfurt am Main 2020, ISBN 978-3-945647-76-9.
- Free Creativity. Wie wir die Welt verändern können. Zukunftsinstitut, Frankfurt am Main 2020, ISBN 978-3-945647-68-4.
- Die Welt nach Corona. Business, Märkte, Lebenswelten – was sich ändern wird. Zukunftsinstitut, Frankfurt am Main 2020, ISBN 978-3-945647-69-1.
- Mobility Report 2021. Zukunftsinstitut, Frankfurt am Main 2020, ISBN 978-3-945647-75-2.
- Neo-Ökologie. Der wichtigste Megatrend unserer Zeit. Zukunftsinstitut, Frankfurt am Main 2019, ISBN 978-3-945647-64-6.
- Künstliche Intelligenz: Wie wir KI als Zukunftstechnologie produktiv nutzen können. Zukunftsinstitut, Frankfurt am Main 2019, ISBN 978-3-945647-59-2.
- Next Growth. Wachstum neu denken. Zukunftsinstitut, Frankfurt am Main 2018, ISBN 978-3-945647-53-0.
- Siegeszug der Emotionen. Erfolgreich in die intensivste Wirtschaft aller Zeiten. Zukunftsinstitut, Frankfurt am Main 2018, ISBN 978-3-945647-52-3.
- Hands-on Digital. Agenda für digitale Kompetenz. Zukunftsinstitut, Frankfurt am Main 2018, ISBN 978-3-945647-49-3.
- Playful Business. Wer spielt, gewinnt! Zukunftsinstitut, Frankfurt am Main 2017, ISBN 978-3-945647-45-5.
- Next Germany. Aufbruch in die neue Wir-Gesellschaft. Zukunftsinstitut, Frankfurt am Main 2017, ISBN 978-3-945647-42-4.
- Digitale Erleuchtung. Alles wird gut. Zukunftsinstitut, Frankfurt am Main 2016, ISBN 978-3-945647-32-5.
- Pro-Aging. Die Alten machen uns jung. Zukunftsinstitut, Frankfurt am Main 2016, ISBN 978-3-945647-25-7.
- Youth Economy. Die Jugendstudie des Zukunftsinstituts. Zukunftsinstitut, Frankfurt am Main 2015, ISBN 978-3-938284-96-4.
- Gutes Geld. Bezahlen, Investieren und die Wertschöpfung der Zukunft. Zukunftsinstitut, Frankfurt am Main 2014, ISBN 978-3-938284-90-2.

### Buchbeiträge (Auswahl)
- Das Spiegelkabinett der KI. In: Matthias Horx (Hg.): Beyond 2025. Das Jahrbuch für Zukunft. The Future:Project AG, Frankfurt am Main 2024, ISBN 978-3-910992-19-1.
- Das „progressive Wir“: Auf dem Weg in eine resiliente Gesellschaft. In: Verena Breitbach (Hg.): Die Welt im Wandel. Gesellschaft – Gesundheit – Pflege. Springer Nature, Heidelberg 2024, ISBN 978-3-662-68460-3
- Mit Resilienz die Zukunft gestalten. In: Jochen A. Werner und Andrea Schmidt-Rumposch (Hg.): Human Hospital. wertschätzend. sinnstiftend. menschlich. Medizinisch Wissenschaftliche Fachgesellschaft, Berlin 2024, ISBN 978-3-95466-855-7
- Die Sprache der nächsten Gesellschaft. In: Matthias Horx (Hg.): Beyond 2024. Das Jahrbuch für Zukunft. The Future:Project, Frankfurt am Main 2023, ISBN 978-3-910992-04-7.
- The Next Society. In: Matthias Horx (Hg.): Beyond 2024. Das Jahrbuch für Zukunft. The Future:Project, Frankfurt am Main 2023, ISBN 978-3-910992-04-7.
- Zukunftskraft Resilienz. In: Jens Baas (Hg.): Resilienz im Gesundheitswesen. Agil und robust in die Zukunft der Arbeit. Medizinisch Wissenschaftliche Fachgesellschaft, Berlin 2023, ISBN 978-3-95466-802-1.
- Liebe. In: Jan V. Wirth, Heiko Kleve (Hg.): Lexikon des systemischen Arbeitens. Grundbegriffe der systemischen Praxis, Methodik und Theorie. Carl-Auer-Verlag, Heidelberg 2023, ISBN 978-3-8497-0438-4.
- Die Zukunft des Zusammenhalts. In: Matthias Horx (Hg.): Zukunftsreport 2023. Zukunftsinstitut, Frankfurt am Main 2022, ISBN 978-3-945647-97-4.
- Der Traum vom Metaversum. Lost in Virtualisation? In: Matthias Horx (Hg.): Zukunftsreport 2022. Zukunftsinstitut, Frankfurt am Main 2021, ISBN 978-3-945647-87-5.
- Die neue Zukunft des Marketing: Eine Einführung. In: Markus Stumpf (Hg.): Die 10 wichtigsten Zukunftsthemen im Marketing. 2. Auflage. Haufe-Verlag, Freiburg 2020, ISBN 978-3-648-13875-5.
- Brands for Future. In: Matthias Horx (Hg.): Zukunftsreport 2021. Zukunftsinstitut, Frankfurt am Main 2020, ISBN 978-3-945647-78-3.
- Die wahre KI. Wie die Evolution der intelligenten Maschinen (nicht) verlaufen wird – drei Szenarien. In: Matthias Horx (Hg.): Zukunftsreport 2021. Zukunftsinstitut, Frankfurt am Main 2019, ISBN 978-3-945647-66-0.
- Next Growth: Eine neue Vision des Wachstums. In: Matthias Horx (Hg.): Zukunftsreport 2019. Zukunftsinstitut, Frankfurt am Main 2018, ISBN 978-3-945647-56-1.
- Die Zukunft des Marketing: Eine Einführung. In: Markus Stumpf (Hg.): Die 10 wichtigsten Zukunftsthemen im Marketing. Haufe-Verlag, Freiburg 2016, ISBN 978-3-648-07972-0.
- Connective Health. Von Selbstoptimierung zu Caring Communities. In: Matthias Horx (Hg.): Zukunftsreport 2017. Zukunftsinstitut, Frankfurt am Main 2016, ISBN 978-3-945647-35-6.
- Experience Marketing: Zielgruppe Mensch. In: Matthias Horx (Hg.): Zukunftsreport 2016. Zukunftsinstitut, Frankfurt am Main 2015, ISBN 978-3-945647-04-2.
- Romantische Pragmatiker. Jugend, Jugendkulturen und Romantik im Zeitalter der Globalisierung. In: Dirk Villányi u. a. (Hg.): Globale Jugend und Jugendkulturen. Aufwachsen im Zeitalter der Globalisierung. Juventa Verlag, Weinheim 2007, ISBN 978-3-7799-1746-5.